# Chrysopogon (plant)
Chrysopogon is een geslacht uit de grassenfamilie (Poaceae). De 25 soorten van dit geslacht komen voor in tropische en subtropische gebieden.